# Kappa Capricorni
Kappa Capricorni (κ Capricorni, förkortat Kappa Cap, κ Cap) som är stjärnans Bayerbeteckning, är en ensam stjärna belägen i den östra delen av stjärnbilden Stenbocken. Den har en skenbar magnitud på 4,73 och är svagt synlig för blotta ögat. Baserat på parallaxmätning inom Hipparcosuppdraget på ca 11,1 mas, beräknas den befinna sig på ett avstånd av ca 294 ljusår (ca 90 parsek) från solen.

## Egenskaper
Kappa Capricorni är en gul till vit jättestjärna av spektralklass G8 III, som med 91 procent sannolikhet för närvarande befinner sig på den horisontella grenen, snarare än den röda jättegrenen. Den har en massa som är 2,4 gånger så stor som solens massa, en radie som är ca 13,3 gånger större än solens och utstrålar från dess fotosfär ca 107 gånger mera energi än solen vid en effektiv temperatur på ca 5 100 K. Med en ålder på ca 1,2 miljarder år har stjärnan en projicerad rotationshastighet som är för liten för att kunna mätas.